# The Gallery Golf Club

The Gallery Golf Club är en privat golfklubb som ligger i Marana, Arizona i USA. Golfklubben grundades 1998 av släktgrenen MacMillan, en del av släkten Cargill-MacMillan som är USA:s fjärde rikaste släkt och kontrollerar merparten av konglomeratet Cargill, Inc. År 2016 sålde MacMillan golfklubben till golfbaneägaren Escalante Golf.
Golfklubben har två golfbanor, North Course och South Course. Båda designades av John Fought, han hade dock hjälp av golfspelaren Tom Lehman vid designarbetet för North Course. Den har 18 hål och är totalt 6 778 meter (7 412 yards) och där par är 72. South Course har också 18 hål och 72 i par men golfbanans längd är dock totalt 6 689 meter (7 315 yards).
The Gallery Golf Club har stått som värd för 2007 och 2008 års Accenture Match Play Championship och Liv Golf Tucson som spelades i mars 2023.